# Liplje (gmina Postojna)
Liplje – wieś w Słowenii, w gminie Postojna. W 2018 roku liczyła 18 mieszkańców.